# Wesseln (Bad Salzdetfurth)
Wesseln ist ein nördlicher Ortsteil der Stadt Bad Salzdetfurth an der Lamme in Niedersachsen. Durch den Ort führen die Bundesstraße 243 sowie die Landesstraße 490.

## Geschichte

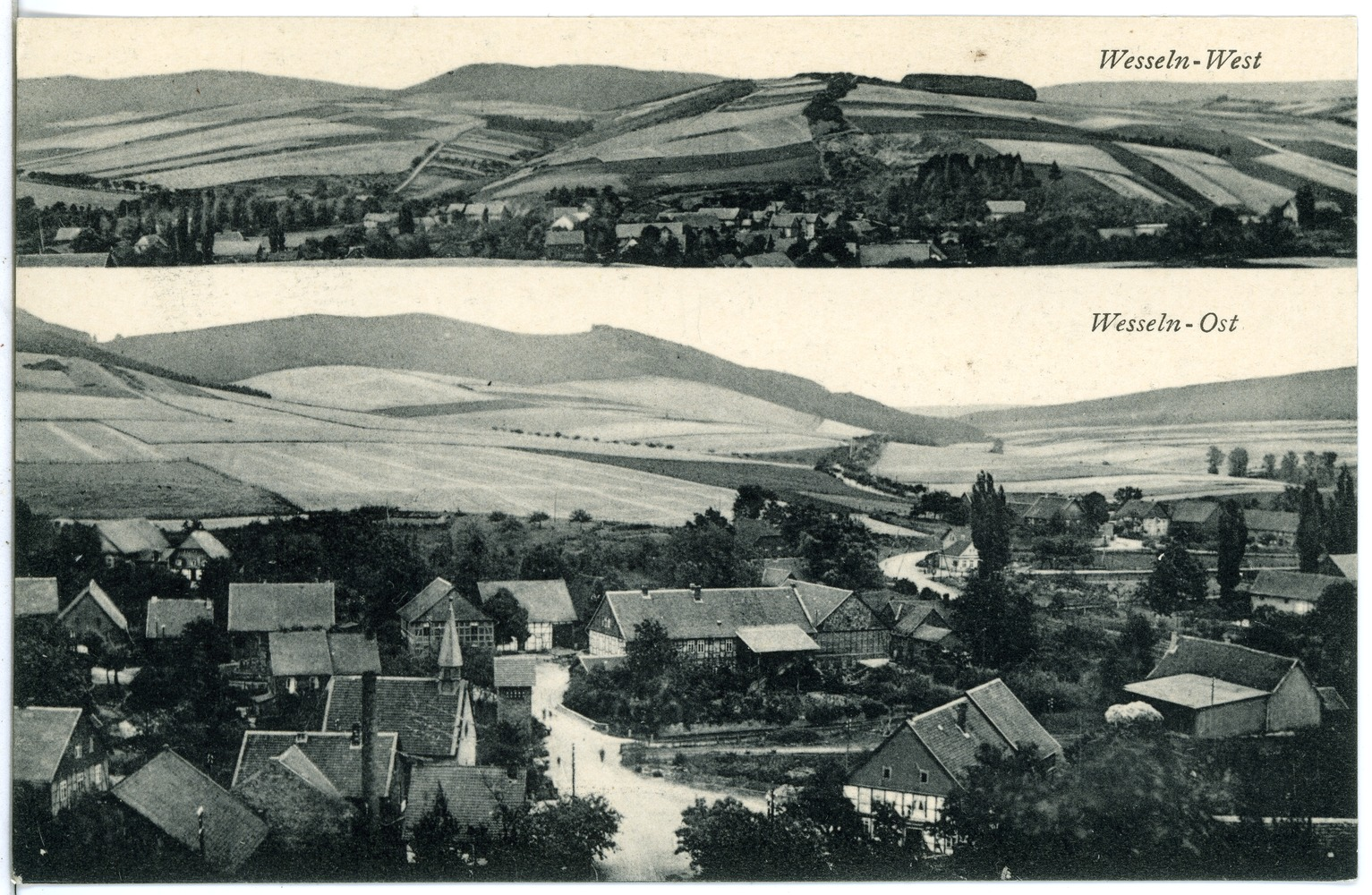
Ortsansicht 1925

Erste urkundliche Erwähnung findet Wesseln im Jahr 1146 als „Westenem“, später auch „Westenheim“. In einer Urkunde von 1215 wurde ein Pfarrer von Wesseln mit Namen "Henricus de Westene" erwähnt. Bereits im 16. Jahrhundert war Wesseln jedoch keine eigene Pfarrei mehr, sondern gehörte zur Pfarrei des benachbarten Detfurth. Das seit dem Jahr 1535 im Besitz derer von Wrisberg befindliche Rittergut prägte die weitere Entwicklung des Ortes. 1764 fiel es zusammen mit Schloss Wrisbergholzen im Erbwege an die Familie der Freiherren, ab 1817 Grafen von Schlitz genannt von Görtz auf Rittmarshausen. 
Die Reformation wurde in Wesseln nicht eingeführt, anfangs war es sogar Nichtkatholiken nicht gestattet, in Wesseln zu wohnen. Ursprünglich befand sich in Wesseln eine gotische Kapelle auf dem rechten Lammeufer. Durch das Anwachsen der Bevölkerung im 19. Jahrhundert erwies sie sich jedoch als zu klein, so dass 1853–55 die heutige Kirche St. Johannes Bapt. erbaut wurde. Die gotische Kapelle diente danach als Scheune und als Stall, bis sie 1905 brannte. 
Erst der Abbau von Kalisalz in Salzdetfurth ab 1896 und der Bau des Bahnhofs Wesseln an der Lammetalbahn im Jahr 1900 führte zu einem Wandel von der landwirtschaftlichen zur industriellen Orientierung des Dorfes. Zu Beginn des 20. Jahrhunderts hatte Wesseln 388 Einwohner.
Die Eingemeindung nach Bad Salzdetfurth erfolgte am 1. März 1974.
Im Jahr 1991 wurde der Bahnhof Wesseln von der Bundesbahn aufgegeben, jedoch 2003 nach Übernahme der Eisenbahnstrecke durch die Eurobahn sowie nach einer Modernisierung wieder in Betrieb genommen.

## Politik
Der Ortsrat setzt sich seit der Kommunalwahl am 11. September 2016 wie folgt zusammen (Veränderungen zu 2011)
- CDU: 3 Sitze (+1)
- SPD: 2 Sitze (±0)
- Unabhängiger: 0 Sitze (−1)

### Ortsbürgermeister
Ortsbürgermeister ist Elmar Deister (SPD).

## Kultur und Sehenswürdigkeiten

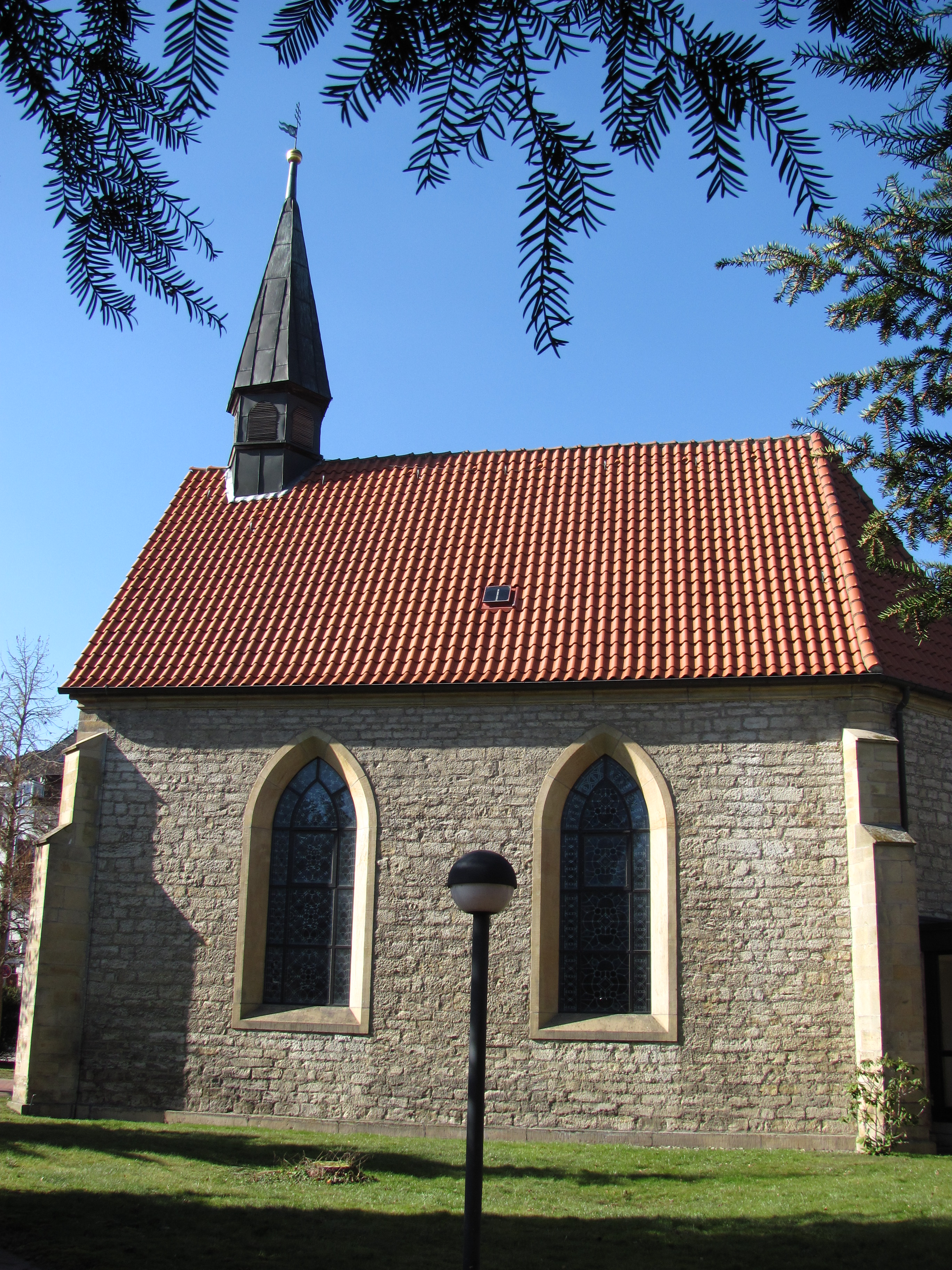
Kirche St. Johannes Baptist

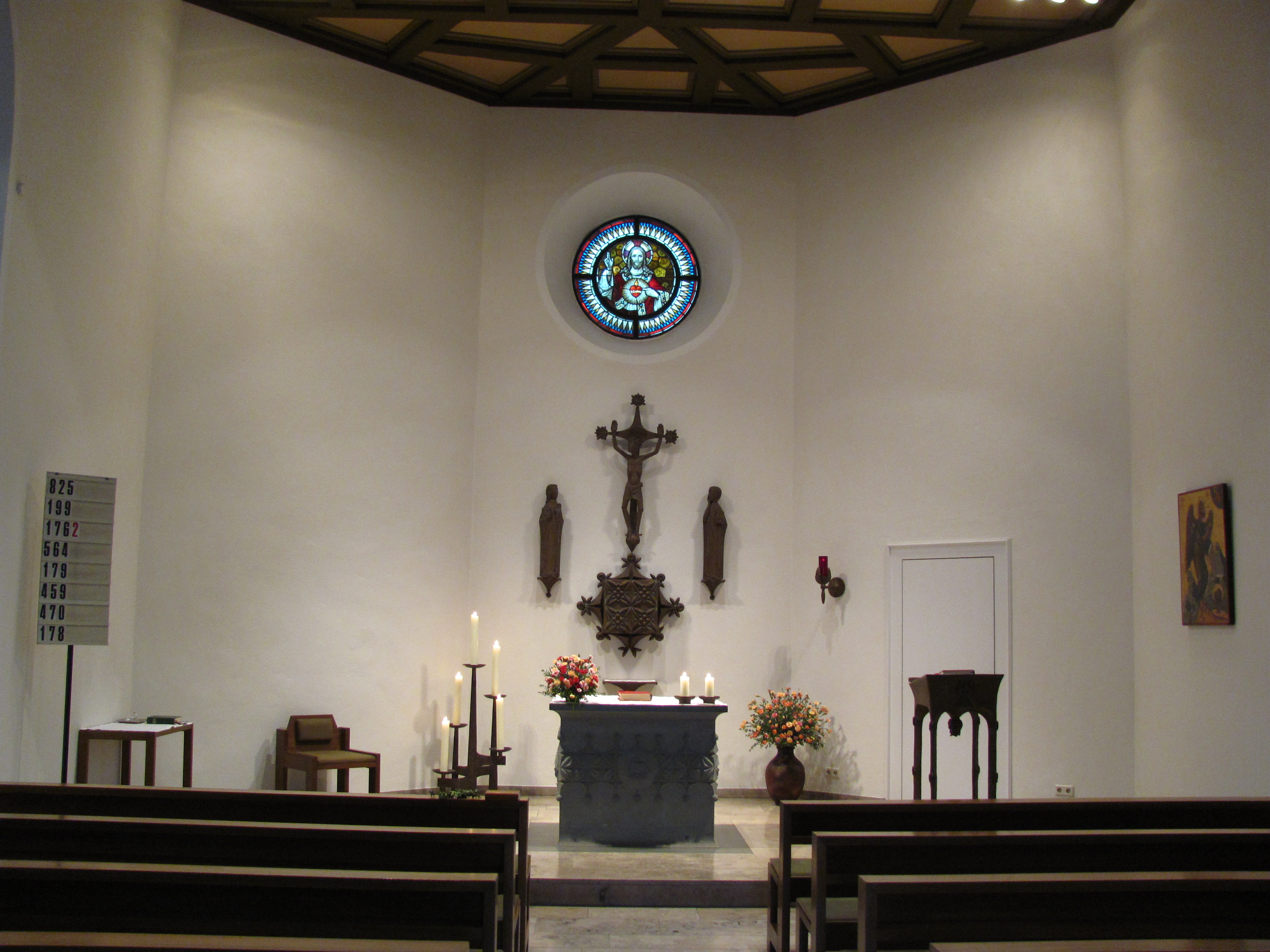
Innenansicht des Kirchenschiffs

- Die katholische Kirche St. Johannes Baptist wurde in den Jahren 1853–1855 auf dem linken Lammeufer gebaut, um die zu klein gewordene alte Kapelle, die sich auf dem rechten Lammeufer befand, zu ersetzen. Es handelt sich um einen im Stil der Neogotik in Nord-Süd-Richtung aus Bruchsteinen errichteten Bau mit einem Satteldach sowie mit einem Dachreiter. Das spitzbogige Portal befindet sich im Süden, während sich die kleine Apsis mit einem Zeltdach im Norden an das Kirchenschiff mit seinen rund 60 Sitzplätzen anschließt. Die vier  farbenfrohen, spitzbogigen Glasfenster an der Ost- und Westseite bilden einen auffallenden Kontrast zu dem Rundfenster der Apsis.
- Im Ortskern sind mehrere gut erhaltene Fachwerkhäuser sehenswert.
- Westlich des Ortes befindet sich das Segelfluggelände Steinberg bei Wesseln.
- Südöstlich von Wesseln bietet sich vom Turmberg aus eine schöne Aussicht auf das Tal der Lamme. Über Wanderwege erreicht man zwei Naturdenkmäler, die 600 Jahre alte Sängereiche sowie etwas weiter entfernt die rund 650 Jahre alte Passeiche[6].

## Wirtschaft und Infrastruktur
Wesseln liegt an der Lammetalbahn. Der Haltepunkt Wesseln wird im Stundentakt von Regionalzügen zwischen Hildesheim, Bad Salzdetfurth und Bodenburg bedient. Von der Bahnstation aus verkehren werktags ebenfalls Busse nach Bockenem.